# Obersteinbach (Rauhenebrach)
Obersteinbach ist ein Gemeindeteil der Gemeinde Rauhenebrach im unterfränkischen Landkreis Haßberge in Bayern.

## Geografische Lage
Das Kirchdorf Obersteinbach befindet sich nördlich von Untersteinbach und östlich vom Weilersbachtal in der Gemeinde Rauhenebrach. Durch die Ortschaft fließt der Weilersbach sowie der Erlersbach.

## Pfad der Artenvielfalt
Im Westen von Obersteinbach erstreckt sich der sechs Kilometer lange Pfad der Artenvielfalt. Der 2016 gebaute Rundweg bietet sieben Stationen sowie zwei Infopavillons. 
An den Stationen und den Infopavillons werden die vielfältigen Lebensräume Bach, Feuchtwiese und Wald vorgestellt. Verschiedene Aktivitäten regen kleine und große Besucher zum spielerischen Entdecken und Erleben an.
Der Pfad der Artenvielfalt ist ein Gemeinschaftsprojekt der Bayerischen Staatsforsten, der Gemeinde Rauhenebrach und des Umweltbildungszentrums (UBiZ) Oberschleichach und wurde durch Mittel der Bayerischen Forstverwaltung und des Naturparks Steigerwald gefördert.